# DS Aero Sport Lounge concept
La DS Aero Sport Lounge est un concept car électrique dévoilé par le constructeur automobile français DS Automobiles en février 2020. Ce véhicule incarne la vision futuriste de la marque française en matière de design, de technologie et de performance, tout en mettant l'accent sur l'efficacité, l'aérodynamique et le luxe.

## Caractéristiques
Le DS Aero Sport Lounge se distingue par une silhouette élancée et aérodynamique, avec une longueur de 5 mètres et une hauteur réduite, visant à optimiser l'efficacité énergétique. La face avant arbore une signature lumineuse E-TENSE, accompagnée de badges lumineux et d'animations graphiques captivantes.
L'intérieur du véhicule reflète le savoir-faire artisanal français, intégrant des matériaux nobles tels que la marqueterie de paille, le satin de coton et la tri-matière microfibre. Le cockpit spacieux est privé d'affichage traditionnel, remplacé par des écrans latéraux et une projection d'informations en réalité augmentée sur le pare-brise.

## Performances
Propulsé par un moteur électrique développant 500 kW (environ 680 chevaux), le DS Aero Sport Lounge est équipé d'une batterie de 110 kWh, offrant une autonomie pouvant atteindre 650 kilomètres. Le véhicule est capable d'accélérer de 0 à 100 km/h en seulement 2,8 secondes, illustrant l'alliance entre performance et durabilité,.
Une innovation notable réside dans le système de contrôle gestuel intégré à l'assistance centrale. Grâce aux technologies Leap Motion et Ultrahaptics, le conducteur peut interagir avec le véhicule par des gestes, recevant un retour tactile sans contact physique.